# 테펠레너

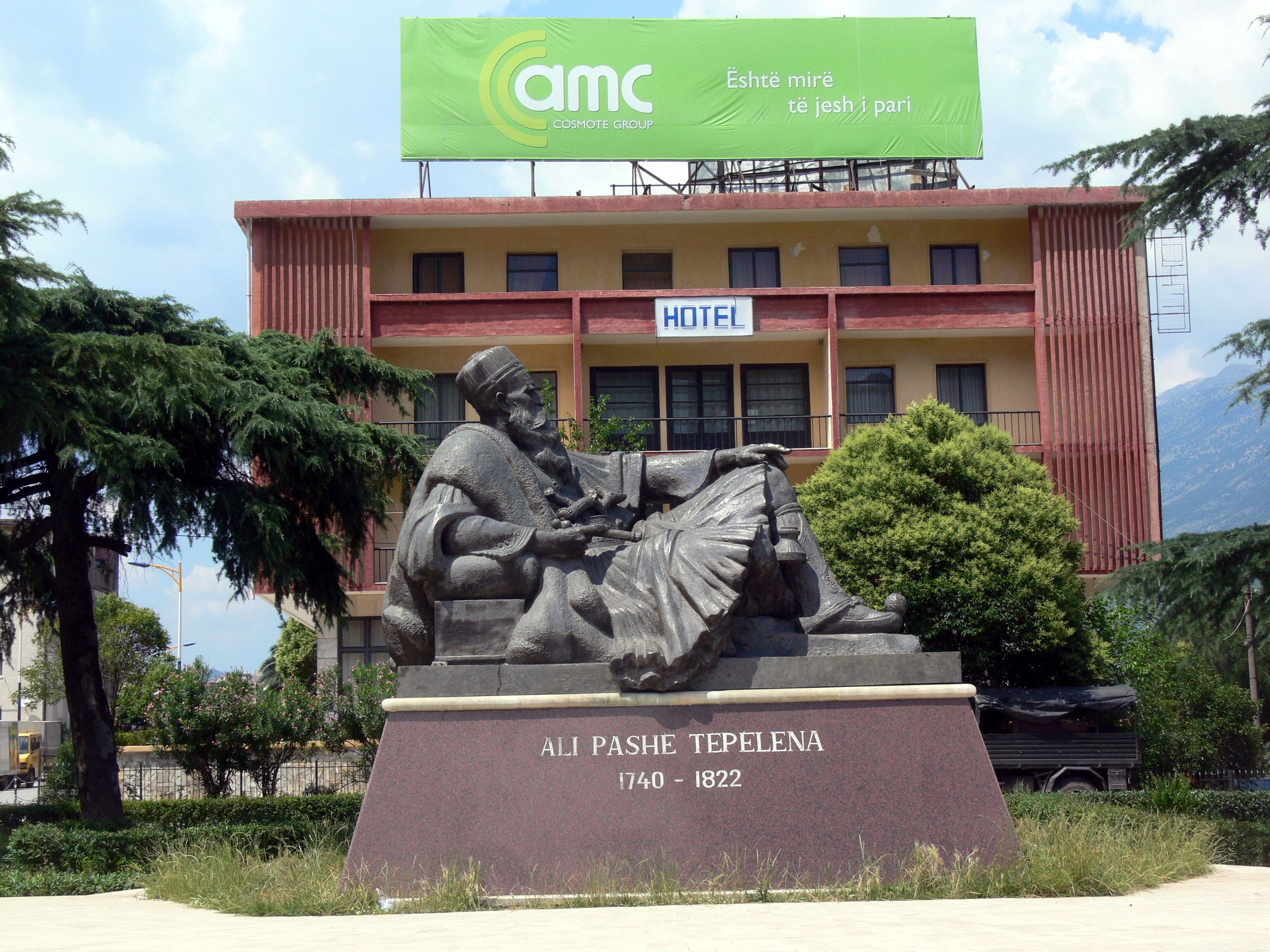

테펠레너(알바니아어: Tepelenë) 또는 테펠레나(알바니아어: Tepelena)는 알바니아 남부에 위치한 도시로, 지로카스터르주에 속하는 현인 테펠레너현의 현청 소재지이며 인구는 6,575명(2001년 기준)이다. 비오서강 좌안과 접한다.

## 같이 보기
- 테펠레너현